# Bartletts dolksteekduif
Bartletts dolksteekduif (Gallicolumba crinigera) is een soort uit de familie van de duiven van het geslacht Gallicolumba. Volgens in 2016 gepubliceerd onderzoek werd de wetenschappelijke naam van de soort als Peristera crinigera in 1851 gepubliceerd door Heinrich Gottlieb Ludwig Reichenbach en niet twee jaar later door Jacques Pucheran. Het is een door habitatverlies kwetsbaar geworden vogelsoort die alleen voorkomt in de Filipijnen. De Filipijnse naam voor de Bartletts dolksteekduif is Mukid. De Nederlandse naam is een eerbetoon aan de oplettende beheerder van de collectie levende dieren van de Zoological Society of London mr. E.B. Bartlett.

## Kenmerken
Deze dolksteekduif is 30 cm lang en is gemakkelijk te herkennen aan de rode of oranje vlek op hun borst. Deze soort scharrelt voornamelijk op de bodem van het regenwoud en vliegt niet erg hoog. Wanneer een mannetje een vrouwtje wil imponeren, zet hij deze vlek op en begint daarnaast hard te koeren. De Barletts dolksteekduif is wat bonter gekleurd dan bijvoorbeeld de (gewone) dolksteekduif (G. luzonica). De kop is grijs met groen, de borst wit met de genoemde rode vlek, de onderkant lichtbruin en de veren van de vleugels, grijs en roodbruin.

## Verspreiding en leefgebied en voortplantingsgedrag
De drie ondersoorten van de Bartletts dolksteekduif komen voor
- G. c. leytensis: Samar, Leyte en Bohol.
- G. c. crinigera: Dinagat en Mindanao
- G. c. bartletti: Basilan.

De leefgebieden liggen in ongerept en oude secundair bos in laagland of heuvelland onder de 750 meter boven zeeniveau. De soort vindt voedsel op de bodem van regenwouden en bossen. Dit voedsel bestaat voornamelijk uit zaden, vruchten en insecten.
Bartletts dolksteekduif maakt haar vrij simpele nest van enkele takjes en bladeren in een boom niet hoger dan 2 meter en legt daarin (voor zover bekend) 1 enkel ei. De broedtijd is ongeveer 15-17 dagen.

## Status
Bartletts dolksteekduif heeft een beperkt verspreidingsgebied en daardoor is de kans op uitsterven aanwezig. De grootte van de populatie werd in 2016 door BirdLife International geschat op 1000 tot 2500 volwassen individuen. De populatie-aantallen nemen af vooral door habitatverlies. Het leefgebied wordt aangetast door ontbossing, mijnbouwactiviteiten waarbij natuurlijk bos plaats maakt voor intensief agrarisch gebruikt land. Daarnaast worden de vogels gevangen voor de kooivogelhandel of om te consumeren. Om deze redenen staat deze soort als kwetsbaar op de Rode Lijst van de IUCN.